# Marija Vrsaljko
Marija Vrsaljko, po mężu Režan (ur. 8 sierpnia 1989) – chorwacka koszykarka, reprezentantka kraju, uczestniczka Igrzysk Olimpijskich w Londynie, obecnie zawodniczka ZVVZ USK Praga.

## Osiągnięcia
Stan na 12 marca 2019, na podstawie, o ile nie zaznaczono inaczej.
Drużynowe
- Mistrzyni:
  - Ligi Adriatyckiej (2010)
  - Chorwacji (2009–2012)
  - Czech (2017, 2018)
- Wicemistrzyni Ligi Adriatyckiej (2011)
- Brąz:
  - Ligi Adriatyckiej (2009)
  - mistrzostw Polski (2017)[3]
- Zdobywczyni pucharu:
  - Chorwacji (Ružica Meglaj-Rimac Cup – 2009–2012)
  - Vojko Herksela (Superpucharu Chorwacji – 2008)
- Finalistka pucharu Vojko Herksela (2009, 2010)
- Uczestnikczka rozgrywek:
  - EuroCup (2008/09)
  - Euroligi (2010–2015, 2016/17)

Indywidualne
- MVP pucharu Vojko Herksela (2008)

Reprezentacja
- Uczestniczka:
  - igrzysk olimpijskich (2012 – 10. miejsce)[4]
  - mistrzostw Europy (2011 – 5. miejsce, 2013 – 11. miejsce)
  - eliminacji do Eurobasketu (2009, 2015)
  - mistrzostw Europy:
    - U–16 (2004 – 9. miejsce, 2005 – 10. miejsce)
    - U–18 (2005 – 15. miejsce)
    - U–18 Dywizji B (2006, 2007)